# Difensismo
Il difensismo, nel linguaggio politico socialista affermatosi durante la prima guerra mondiale, è la giustificazione della guerra come difesa della patria. In particolare, con la rivoluzione russa di febbraio fu inteso per difensismo rivoluzionario la giustificazione della continuazione della guerra contro la Germania motivata dalla necessità di difendere le conquiste democratiche realizzate in Russia dalla rivoluzione.
Contro la teoria del difensismo rivoluzionario sostenuta dai governi provvisori di L'vov e Kerenskij appoggiati dai menscevichi e dai socialisti rivoluzionari di destra, si batté la propaganda bolscevica, in particolare con le Tesi di aprile e con La guerra e la rivoluzione di Lenin. Vi si affermava che il difensismo rivoluzionario mascherava in realtà mire imperialistiche e che lo stesso sarebbe stato giustificato solo se il potere politico fosse stato appannaggio del proletariato, che avrebbe allora rinunciato a condurre una guerra di annessione. A questo scopo, occorreva rendere coscienti dell'inganno gli operai delle città, i contadini e i soldati per ottenere il passaggio del potere ai Soviet e rovesciare il governo provvisorio.